# 沈阳铁路运输中级法院
沈阳铁路运输中级法院是中华人民共和国辽宁省的铁路运输中级法院。

## 沿革
1979年12月1日，根据中华人民共和国铁道部、司法部关于在各铁路局、铁路分局分别成立铁路运输中级法院、铁路运输法院的通知，沈阳铁路运输中级法院和沈阳铁路运输法院、长春铁路运输法院、大连铁路运输法院、丹东铁路运输法院开始筹建。根据铁路运输高级法院铁高法[1981]72号文件通知，1981年12月25日，沈阳铁路运输中级法院启用公章，正式成立。
2011年，沈阳铁路运输中级法院及下辖铁路运输基层法院实行了改制。其人事及经费保障均改由地方负责。其中，辽宁省接手了沈阳铁路运输中级法院及下辖的辽宁省境内的四个铁路运输基层法院（沈阳铁路运输法院、锦州铁路运输法院、大连铁路运输法院、丹东铁路运输法院）。

## 对应铁路运输基层法院
- 沈阳铁路运输法院
- 锦州铁路运输法院
- 大连铁路运输法院
- 丹东铁路运输法院